# Мост Вздохов
Мост Вздохов (итал. Ponte dei Sospiri) — название одного из мостов в Венеции через Дворцовый канал — Рио ди Палаццо. Это крытое мостовое сооружение связывает расположенные по разным берегам канала здания примерно на уровне третьего этажа.
«Мост Вздохов» построен архитектором Антонио Контином в 1602 году из истрийского камня в барочном стиле. Мост соединяет здание Дворца дожей, где располагался зал суда, «Старой тюрьмы» и здание «Новой тюрьмы» (Prigioni Nuove). «Вздохи», от которых берёт название этот мост, — это не вздохи влюблённых, а печальные вздохи осуждённых, которые, проходя под стражей по этому мосту, в последний раз через зарешёченное окошко бросали взгляд на прекрасную Венецию.

Венецианский «Мост Вздохов» упоминается во многих литературных произведениях, в частности широко известны строки Джорджа Гордона Байрона из «Паломничества Чайльд-Гарольда» (песнь IV), взятые Фенимором Купером в качестве эпиграфа к первой главе романа «Браво, или В Венеции», в котором данное сооружение также играет определённую роль: 
Венеция. Мост Вздохов. Я стоял:
Дворец налево и тюрьма направо;
Из вод как будто некий маг воззвал
Громады зданий, вставших величаво…

Джордж Гордон Байрон (перевод Георгия Шенгели)